# Niceto de Zamacois
Juan Niceto de Zamacois y Urrutia (Bilbao, Vizcaya, España, 20 de marzo de 1820 - México, D.F., México; 29 de septiembre de 1885), fue un historiador, periodista, novelista y poeta español emigrado a México, donde realizó importantes contribuciones historiográficas y periodísticas a su país de adopción. Era medio hermano de la soprano Elisa Zamacois, del pintor Eduardo Zamacois y Zabala y del actor Ricardo Zamacois, siendo tío de los también escritores Miguel Zamacois y Eduardo Zamacois.

## Biografía
Juan Niceto de Zamacois y Urrutia nació el 20 de marzo de 1820 en Bilbao, Vizcaya, País Vasco, España, hijo de Miguel Antonio de Zamacois y Berreteaga, profesor del Colegio de Humanidades de Vizcaya, y su primera esposa Juana de Urrutia y Mendiola. Fue el tercero en una extensa familia, tenía 9 hermanos: Juan Ygnacio, Francisco de Paula Pedro, Josef Leandro, Brígida, Justa, Remigia Elena, Miguel Bartolomé Dámaso, Adolfo Gregorio y Pantaleón, hasta el fallecimiento de su madre. Al volver a contraer matrimonio, su padre con Ruperta María del Pilar de Zabala y Arauco, ganó tres hermanastros, y tuvo otros 8 medio hermanos: Elisa, Luis Federico, Eduardo, Antonio, Carlota Pilar, Ricardo, Leonardo y Luisa Ynes. Muchos de sus hermanos y sobrinos fueron reconocidos artistas. Aunque de familia de Bilbao, el origen del apellido familiar se sitúa en Hasparren (País Vasco francés), donde el apellido se transcribía Samacoys en el siglo XVIII.
Tras la primera Guerra Carlista en 1840 se traslada a México en donde contrajo matrimonio en 1843 con la mexicana María Francisca Rubio y Mateos (n. 1815) con quien tuvo varios hijos.
En México publica sus primeras obras. Destacan el libro de poesía Los misterios de México (1850) y México y sus alrededores (1855-1856), libro en el cual presenta descripciones con litografías de lugares y monumentos de la Ciudad de México. Colaboró junto con Hilarión Frías y Soto e Ignacio Ramírez entre otros en la publicación litográfica costumbrista Los mexicanos pintados por sí mismos, obra colectiva compuesta por 33 artículos escritos.
Debido a las agitaciones políticas y militares en México, regresa a España en 1857, viviendo alternativamente en Madrid y en Bilbao y colabora en diversos medios como Irurac bat y en El Museo Universal, este último donde publica una serie de descripciones similares al de México y sus alrededores, incluyendo descripciones sociales como las de los indígenas y habitantes del estado de Guerrero.
En 1860 regresa una vez más a México. Colaborando en diversos periódicos como El Cronista, La Sociedad Mercantil, El Siglo XIX y en La Colonia Española en donde se presentó la polémica sobre el origen del plagio en México, atribuido a una peculiar herencia española.
Tras el triunfo de la República retorna a España en 1873, para después regresar definitivamente a México en 1883, donde declinó incluso un ofrecimiento para ser diputado federal por Oaxaca al decidir no naturalizarse. Colaboró en revistas literarias como El Renacimiento, periódico literario fundado por Ignacio Manuel Altamirano que habría de iniciar el auge cultural posterior a la restauración de la República y que contaba con notables colaboraciones de diversos escritores mexicanos como Manuel Payno, Luis G. Ortiz, Vicente Riva Palacio, Aniceto Ortega, José Tomás de Cuéllar, Santiago Sierra, Francisco Sosa Escalante, José María Vigil, entre otros. Su obra histórica Historia de Méjico, escrita en 18 volúmenes y 20 tomos, es un libro de historia mexicana que cubre desde las culturas prehispánicas hasta los años que le tocó vivir y que aporta documentación muy valiosa con respecto a la información del siglo XIX, debido a la información a la que tuvo acceso ya sea por medio de los Archivos Históricos de la Nación o del profundo conocimiento que tuvo de los personajes prominentes del país a quienes conocía personalmente y de cuya amistad gozaba.
Muere a los 65 años, el 29 de septiembre de 1885 en la Ciudad de México, donde una calle lleva su nombre.

## Obras

### Teatro
- Los yanquis en Monterrey, juguete cómico en un acto y en verso (1846), estrenado en el Gran Teatro de Santa Anna de México en julio de 1846.
- La herencia de un barbero, juguete cómico en un acto (1859), con música de Javier Gaztambide estrenada en el Teatro de la Zarzuela de Madrid el 20 de junio de 1859.
- El firmante, zarzuela en un acto, en prosa y verso (1851), con música de Ambrosio Arriola, estrenada en el Teatro de la Zarzuela el 24 de febrero de 1859.
- Las dos suegras, comedia en un acto (1860)
- El corregidor, zarzuela en un acto (1861), con música de J.E. Domec.
- El músico y el poeta, zarzuela en un acto, prosa y verso (1861), con música de Manuel Fernández Caballero.

### Poesía
- Entretenimientos poéticos (1847)
- Historia de la guerra de los Carlistas en las provincias vascongadas y en Navarra, poema épico
- Los ecos de mi lira (1849)
- Los misterios de México, poema escrito en variedad de metros (1850)
- Salud del alma, devocionario escrito en verso y variedad de metros (1851)

### Novelas
- El mendigo de San Ángel. Novela histórica original, (primera edición), 1852, se ignora la imprenta o editorial. cfr. Andrés Lira, "La prensa periódica y la historiografía mexicana del siglo XIX" en Aurora Cano Andaluz (coordinadora), Las publicaciones periódicas y la historia de México (ciclo de conferencias), UNAM, 1995, p. 9.
- El mendigo de San Ángel. Novela histórica original, (segunda edición), Imprenta Literaria, México, (1864-1865)
- Un ángel desterrado del cielo. Leyenda religiosa, Imprenta de V. Segura, México, 1855.
- El buscador de oro en California, Tomás S. Gardida, México, 1855
- El jarabe. Obra de costumbres mexicanas, jocosa, simpática, burlesca, satírica y de carcajadas, escrita para desterrar el mal humor, herencia que nos legó nuestro padre Adán por un necio antojo que quiso satisfacer, (primera edición), Imprenta de V. Segura, México, 1860
- El capitán Rossi. Novela histórica original, Imprenta Literaria, México, 1864.

### Ensayo
- Máximas a los escritores (1852)
- Libro de educación religiosa y social destinada a la juventud... (1854)
- Los mexicanos pintados por sí mismos (1855)
- México y sus alrededores (1855-1856)
- Testamento de "El Gallo Pitagórico", obra satírica, jocosa, crítica, burlesca y de carcajadas, escrita para escarmiento de pícaros y regocijo de honrados (1855)
- Almanaque cómico, crítico, satírico y burlesco, para todas las épocas, hombres y países (1856)

### Letras de canciones
- La golondrina, música de Narciso Serradell. El poema se le atribuye a Zamacois, y habría sido compuesto en 1862 en México; Serradell, quien había sido capturado por los franceses durante la intervención y vivía en Francia, compuso la música en ese mismo año, convirtiéndose en la canción de los mexicanos detenidos en ese país.

### Traducciones
- Los últimos días de Pompeya de Edward Bulwer Lytton (The Last Days of Pompeii, 1871)

### Historia
- Historia de Méjico: Desde sus tiempos más remotos hasta nuestros días (1876-1882)[7]